# Charles Theodore Mohr

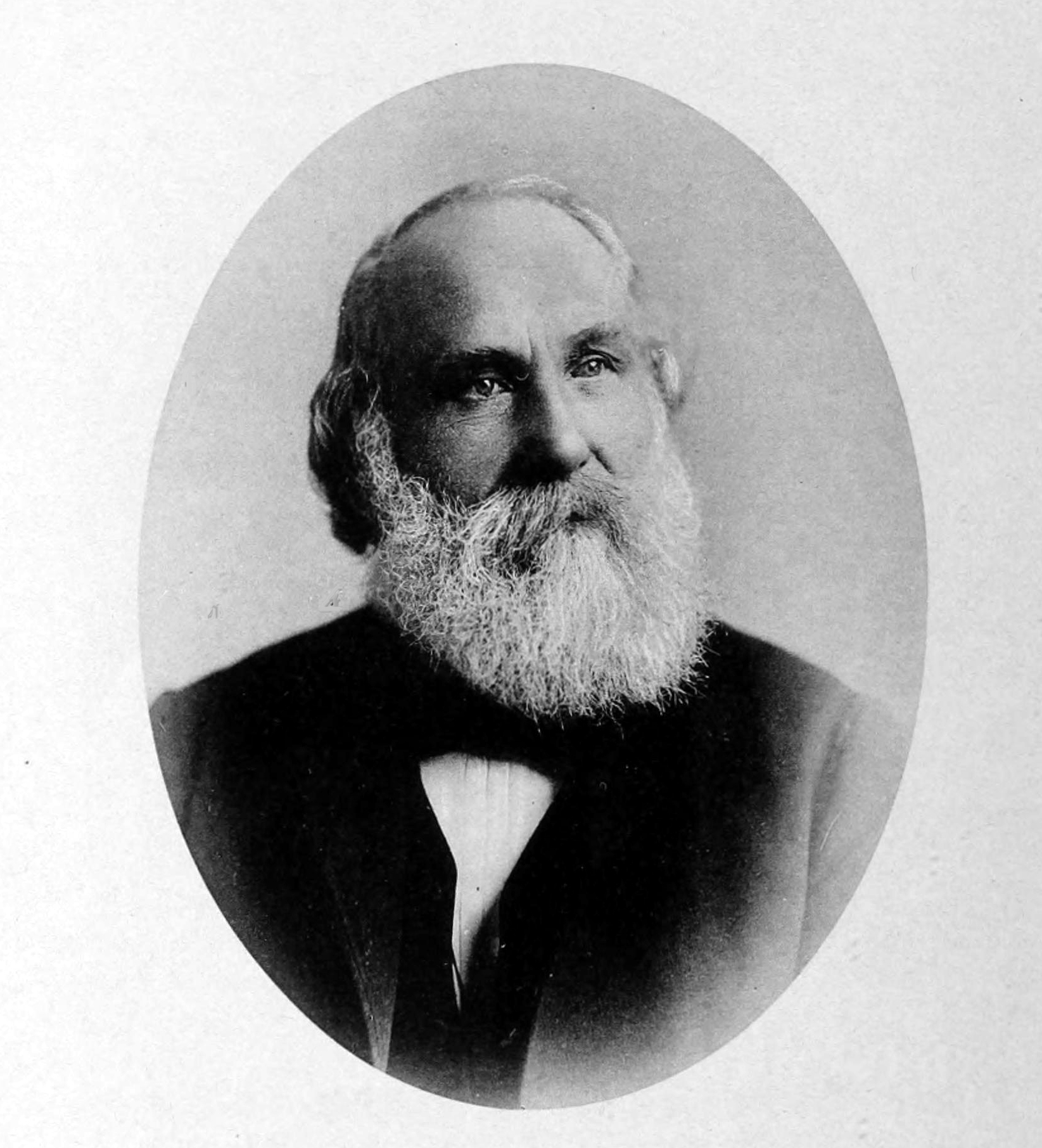
Charles Theodore Mohr 1824–1901

Charles Theodore Mohr, geborener Karl Theodor Mohr (* 28. Dezember 1824 in Esslingen am Neckar; † 17. Juli 1901 in Ashville (North Carolina)) war ein deutschamerikanischer Botaniker und Apotheker. Er erlangte für die wirtschaftliche Erschließung der Südstaaten große Bedeutung. Sein botanisches Autorenkürzel lautet „C.Mohr“.

## Leben
Von 1842 bis 1845 studierte Mohr Chemie, Pharmazie und Mineralogie an der polytechnischen Schule in Stuttgart. Anschließend reiste er als Begleiter von August Kappler nach Suriname, um botanische Studien durchzuführen. Diese musste er allerdings aufgrund einer Krankheit abbrechen. Bis zur Schließung aufgrund der 1848er Revolution arbeitete Mohr in einer chemischen Fabrik in Brünn.
Danach wanderte er zusammen mit einem älteren Bruder in die Vereinigten Staaten aus, wo er in einer Fabrik in Cincinnati als Chemiker Anstellung fand. Nebenbei erstellte er mit den Pflanzen der Gegend ein umfangreiches Herbarium.
1849 zog Mohr nach Kalifornien, musste aber krankheitsbedingt ein Jahr später zurückkehren. Nachdem er kurzzeitig als Farmer in Indiana gearbeitet hatte, erlernte er in Louisville bei einem deutschen Apotheker die Pharmazie und wurde Teilhaber einer Firma.
Nebenbei setzte er seine botanischen Studien fort.  1857 musste Mohr gesundheitsbedingt in den Süden nach Mexiko umziehen, kehrte aber aufgrund der mexikanischen Revolution wieder in die USA zurück. In Mobile (Alabama) eröffnete er die erste deutsche Apotheke und übernahm während des amerikanischen Bürgerkriegs die Arzneimittelkontrolle für die Südstaaten-Armee.
Nach dem Krieg widmete er sich wieder den botanischen Forschungen und half Leo Lesquereux bei seinem Werk Mosses of North America (1884), indem er ihm die Moose von Süd-Alabama zur Verfügung stellte.
Des Weiteren führte Mohr mehrere Untersuchungen im Auftrag des Landwirtschaftsministeriums in Washington durch.
Ab 1880 unternahm er Forschungsreisen durch die Südstaaten und zog sich aus der Apotheke immer mehr zurück. Kurz vor seinem Tod zog er nach Ashville, um dort am Baltimore-Herbarium mitzuarbeiten.

## Werke
- Mohr, Charles: Plant life of Alabama. An account of the distribution, modes of association, adaptations of the flora of Alabama, together with a systematic catalogue of the plants growing in the state. 1901 (hathitrust.org).
- Mohr, Charles: The Forests of Alabama and their Products. (biodiversitylibrary.org)., Mobile 1879
- Mohr, Charles: The Natural Resources of Alabama. (openlibrary.org).,Mobile 1883
- The Medicinal Plants of Alabama, Mobile 1887
- The Timer Pines of the Southern United States, Washington 1896 [2. Auflage Washington 1897]
- UNC Herbarium